# Lins (football)
Pour les articles homonymes, voir Lins (homonymie).
Lins Lima de Brito dit Lins est un footballeur brésilien né le 11 septembre 1987 à Camaçari. Il évolue au poste d'attaquant.

## Biographie
Lins évolue au Brésil et au Japon.
Il joue quatre matchs en Copa Libertadores, cinq en Copa Sudamericana, et dix en Ligue des champions d'Asie (trois buts).
Lors de la saison 2013, il inscrit 11 buts en première division brésilienne.

## Palmarès
- Vainqueur du Campeonato Catarinense en 2013 avec Criciúma
- Champion du Japon en 2014 avec le Gamba Osaka
- Vainqueur de la Coupe du Japon en 2014 avec le Gamba Osaka
- Vainqueur de la Coupe de la Ligue japonaise en 2014 avec le Gamba Osaka
- Finaliste de la Coupe de la Ligue japonaise en 2015 avec le Gamba Osaka
- Vainqueur de la Supercoupe du Japon en 2015 avec le Gamba Osaka